# Valerij Gergijev

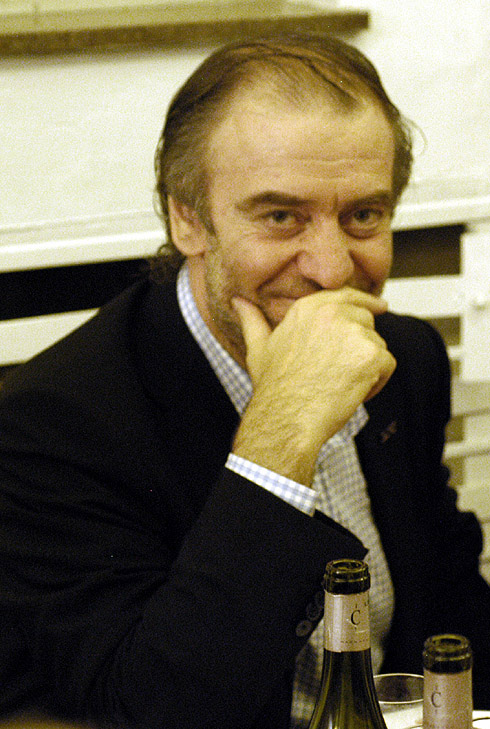
Valerij Gergijev på KlaraFestival i Bryssel 2007.

Valerij Abisalovitj Gergijev (ryska: Валерий Абисалович Гергиев), född 2 maj 1953 i Moskva, är en rysk dirigent och operaregissör. Han är chefsdirigent för Mariinskijteatern i Sankt Petersburg sedan 1988 och vid London Symphony Orchestra sedan 2007. Han har verkat som förste gästdirigent vid bland annat Metropolitan Opera och Rotterdams filharmoniska orkester. I Sverige har han arbetat med Sveriges Radios symfoniorkester. 
Gergijev har uppmärksammats för att han inte tagit avstånd från Rysslands anti-gay-lagar och för att han stöder landets politik mot Ukraina och annektering av Krim-halvön. Inte heller under Rysslands invasion av Ukraina 2022 har Gergijev tagit avstånd från Vladimir Putins aggression. Detta har lett till att han blivit avskedad från sitt uppdrag som chefsdirigent för Münchenfilharmonikerna. Vidare ställs samarbeten in med Metropolitan Opera House, Carnegie Hall, Östersjöfestivalen, Edinburgh International Festival, Teatro alla Scala, Rotterdamfilharmonin, Verbier-festivalen och Wienerfilharmonikerna. Dessutom har Gergijevs manager, Marcus Fersler, valt att avbryta samarbetet.

## Priser och utmärkelser
- 2006 – Polarpriset
- 2011 – Utländsk ledamot av Kungliga Musikaliska Akademien